# Rudolf Serkin

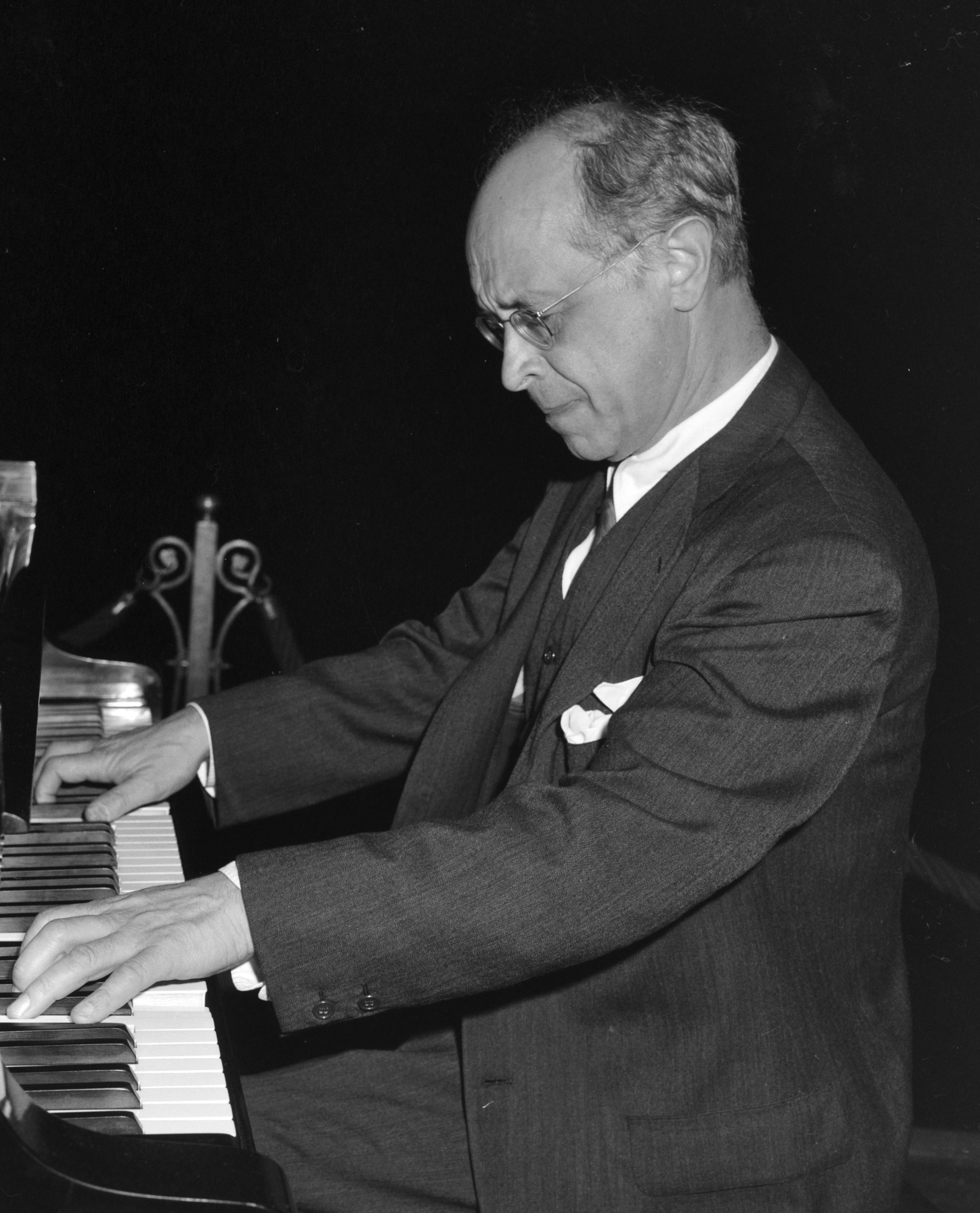
Rudolf Serkin, 1962

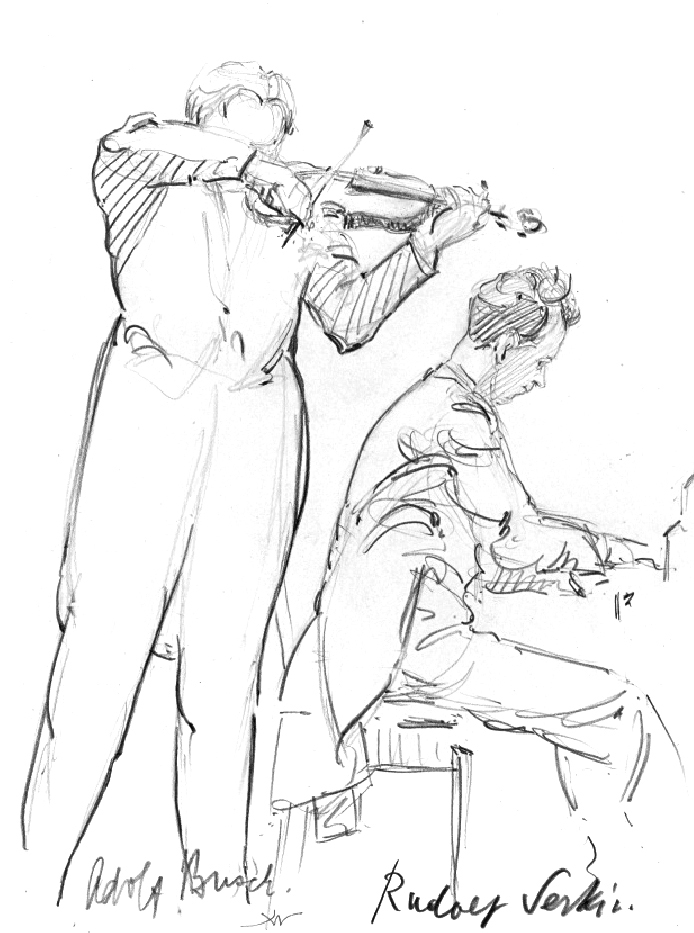
Rudolf Serkin (r.) und Adolf Busch. (Hilda Wiener, 1935)

Rudolf Serkin (* 28. März 1903 in Eger, Königreich Böhmen, Österreich-Ungarn; † 8. Mai 1991 in Guilford, Vermont) war ein österreichischer Pianist mit amerikanischer Staatsbürgerschaft.

## Leben
Er war das fünfte von acht Kindern des russischen Sängers Mardko Serkin. Trotz wirtschaftlicher Schwierigkeiten der Familie entfaltete sich das künstlerische Talent Serkins. Eine Mäzenin nahm sich des Zehnjährigen an und stellte auch den Kontakt zu seinem prägendsten Lehrer, zu Arnold Schönberg, her. Im Alter von zwölf Jahren begann Serkin seine Konzertlaufbahn in Wien mit einer vielbeachteten Aufführung von Mendelssohns Klavierkonzert g-Moll. 1920 brach er in Berlin zur großen Solistenkarriere auf.
1933 musste er seiner jüdischen Herkunft wegen Nazi-Deutschland verlassen. Er ging in die Schweiz nach Basel. 1932 war Adolf Busch an den Schnitterweg nach Riehen bei Basel in ein – selbst entworfenes – Doppelhaus gezogen. Die andere Hälfte bezog Rudolf Serkin, der 1935 Buschs Tochter Irene heiratete.
Im Januar 1939 erreichte Serkin sein zweites Exilland, Kenia. Zusammen mit seiner Ehefrau und seiner Schwester Lotte sowie deren Ehemann Oswald Fischer (Theaterregisseur aus Wien). Für ein Jahr lebte das Ehepaar Serkin bei dem österreichischen Ehepaar Bauer, beide Flüchtlinge aus Wien. Das Ehepaar Serkin war völlig mittellos, fand zunächst keine Arbeit in Kenia.
1939 zogen die Buschs und die Serkins in die USA und ließen sich in Guilford bei Brattleboro (Vermont) nieder. Schon bald gründeten sie zusammen mit Hermann Busch das „Busch-Serkin-Trio“. Ab 1939 unterrichtete Serkin am Curtis Institute of Music in Philadelphia, das er von 1968 bis 1977 auch leitete. Zusammen mit Adolf Busch gründete er 1951 das Marlboro Music Festival, das in Marlboro, Vermont, stattfindet. 1960 wurde Serkin in die American Academy of Arts and Sciences und 1983 in die American Philosophical Society gewählt.
Serkin war ein Pianist, der nicht durch Exzentrik Aufsehen erregte, sondern sich durch klares und dabei spannungsreiches Spiel auszeichnete. Schönberg-Schüler einerseits und überzeugender Interpret des klassischen Repertoires andererseits – das war für Serkin kein Widerspruch. Er verstand Modernität und Aktualität immer unabhängig von den Lebensdaten einzelner Komponisten. Beethoven, Schubert, Brahms oder Reger – sie wurden unter seinen Händen stets zu aktuellen Komponisten, ihre Werke zur musikalischen Gegenwartserfahrung.
Ein später Höhepunkt seiner Karriere wurde der unvollendet gebliebene Zyklus der Klavierkonzerte von Wolfgang Amadeus Mozart unter Claudio Abbado, der Anfang der achtziger Jahre in London aufgenommen wurde.
Rudolf Serkin war der Vater des Pianisten Peter Serkin.

## Diskografie
Im August 2017 veröffentlichte der Musikproduzent Robert Russ unter dem Titel Rudolf Serkin – The Complete Columbia Album Collection eine 75 CDs umfassende Anthologie der gesamten Aufnahmen des Pianisten für das amerikanische Label Columbia Masterworks „A sprawling collection"“ (David Mermelstein: The Wall Street Journal, 17. Oktober 2017), die am 22. November 2017 im Maison de la Radio in Paris mit der Diapason d’or de l’année ausgezeichnet wurde.

## Auszeichnungen
- 1964: Ehrenmitglied des Beethoven-Hauses Bonn
- 1978: Ernst von Siemens Musikpreis[8]
- 1988: National Medal of Arts